# Kościół Narodzenia Najświętszej Maryi Panny w Bebelnie
Kościół Narodzenia Najświętszej Maryi Panny w Bebelnie – drewniany kościół o konstrukcji zrębowej, ufundowany przez Antoniego i Karola Bystrzonowskich i wzniesiony w 1745 roku. Został rozbudowany w roku 1901. Jest to budowla jednonawowa. Prezbiterium jest zamknięte trójbocznie i nieco węższe od nawy. Ołtarz główny pochodzi z 1894 roku. Obok kościoła znajduje się dzwonnica z XVIII wieku

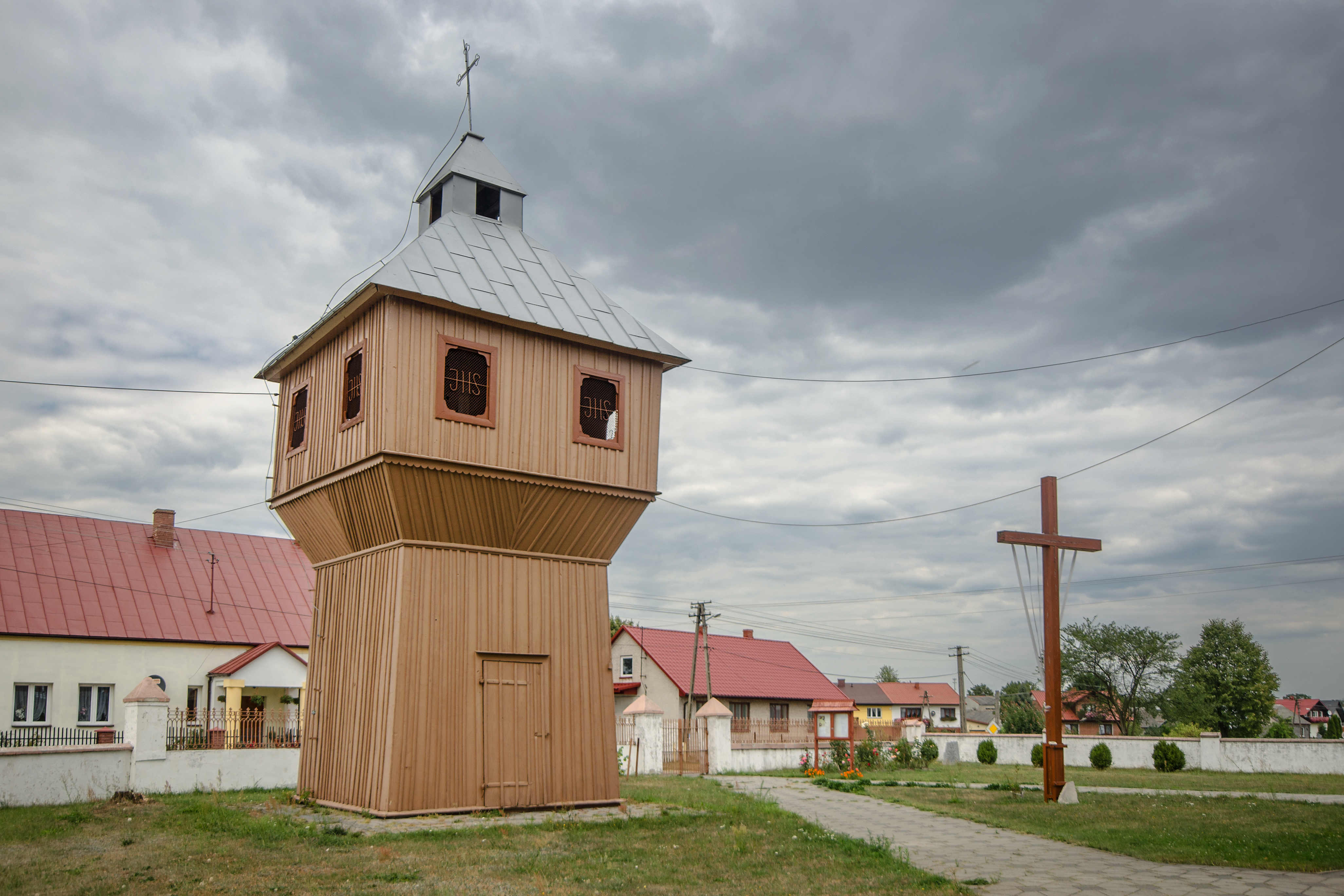
Dzwonnica